# Doliocarpus dasyanthus
Doliocarpus dasyanthus är en tvåhjärtbladig växtart. Doliocarpus dasyanthus ingår i släktet Doliocarpus och familjen Dilleniaceae.

## Underarter
Arten delas in i följande underarter:
- D. d. dasyanthus
- D. d. robustus